# 胡佳琳
胡佳琳，綽號嘎琳，台灣女藝人，前亞洲選美小姐（台灣賽區）亞軍。2021年參加「猿來是妳」海選，落選後受樂天桃猿球團邀請擔任Rakuten Girls練習生，於2022年6月10日成為Rakuten Girls正式成員。

## 經歷
2020年參加民視歌唱節目《台灣那麼旺》。
2021年4月2日受樂天桃猿球團邀請成為Rakuten Girls練習生並開始接受培訓。5月初起因台灣新冠肺炎疫情日漸嚴峻，中華民國衛福部指揮中心將全國疫情警報提升至三級警戒，培訓因此受到影響。
2022年1月25日，樂天桃猿宣布對外徵選「樂天女孩練習生」，並於2022年2月10日宣布與李芷霖（霖霖）、張雅涵（Kimi）、詹伊婷（Kira）、宋婉卉（宋宋）、陳詩媛（十元）6人通過徵選擔任練習生。
2022年6月10日，樂天桃猿球團宣布為Rakuten Girls正式成員。

## 啦啦隊經歷

### 棒球之啦啦隊
| 年份            | 隊伍名稱      | 備註                   |
| 2022年6月－至今 | Rakuten Girls | 中華職棒樂天桃猿啦啦隊 |

## 獲獎記錄
| 年份   | 參賽項目               | 名次 | 備註                 |
| 2018年 | 世界華裔小姐總決賽     | 亞軍 | 亦獲得最受媒體歡迎獎 |
| 2019年 | 世界皇后               | 無   | 獲得最上鏡獎         |
| 2020年 | 亞洲小姐競選(台灣賽區) | 亞軍 |                      |

## 演出作品

### 網路劇
| 年份   | 作品名稱                                   | 導演   |
| 2018年 | 《記得你曾說過我愛你The Secret in frozen》 | 蘇宣隼 |

### 綜藝節目
| 年份   | 節目名稱       | 備註 |
| 2022年 | 《女孩花啾玩》 | 來賓 |

## 音樂作品
| 年份          | 歌名            | 備註                          |
| 2022年10月7日 | 《Rise Up》     | 與Rakuten Girls共同演出       |
| 2023年10月7日 | 《Ready Go》    | 與Rakuten Girls共同演出       |
| 2024年9月28日 | 《I'm The One》 | 與Rakuten Girls(白隊)共同演出 |

## 出版作品

### 寫真
| 名稱      | 備註                   |
| 《G好調》 | 2023年樂天女孩寫真桌曆 |

## 外部連結
- 嘎琳-Galin的Facebook專頁
- 嘎琳-Galin的Instagram帳戶（页面存档备份，存于）